# Ronny Vanmarcke
Ronny Vanmarcke (Lendelede, 2 oktober 1947) is een Belgisch voormalig (baan)wielrenner.

## Carrière
Vanmarcke reed zeven grote rondes waarvan hij er vier uitreed. Daarnaast nam hij in alle monumenten deel, met als beste resultaat een 6e plaats in Luik-Bastenaken-Luik. Hij werd in 1967 tweede op het Belgisch kampioenschap voor militairen. In 1968 nam hij deel aan de Olympische Spelen op de ploegenachtervolging waar hij 5e werd met de Belgische ploeg. Hij won een aantal kleinere wedstrijden met als grootste overwinning: Omloop van het Houtland en twee etappe zeges.

## Overwinningen

### Baan
| Jaar     | BK                   | EK       | WK       | Overige                                    |
| Amateurs | Amateurs             | Amateurs | Amateurs | Amateurs                                   |
| -------- | -------------------- | -------- | -------- | ------------------------------------------ |
| 1967     | Ploegenachtervolging |          |          |                                            |
| 1968     | Ploegenachtervolging |          |          | Olympische Spelen: 5e ploegenachtervolging |

### Weg
1970
Cent km de Montréal
1e etappe Circuit Franco-Belge
1971
Koekelare
1972
5e etappe Vierdaagse van Duinkerken
1973
De Panne
Wingene Koers
1974
Assebroek
1979
Grand Prix de Momignies
1980
Gistel
1983
Omloop van het Houtland

## Resultaten in de voornaamste wedstrijden
| Jaar | Ronde van Italië | Ronde van Frankrijk | Ronde van Spanje |
| ---- | ---------------- | ------------------- | ---------------- |
| 1972 |                  | 72e                 |                  |
| 1973 |                  | opgave              |                  |
| 1974 |                  | 88e                 | 46e              |
| 1975 |                  |                     | 50e              |
| 1976 |                  |                     | opgave           |
| 1977 |                  |                     |                  |
| 1978 |                  |                     |                  |
| 1979 |                  |                     | opgave           |

| Jaar | Milaan-San Remo | Gent-Wevelgem | Ronde van Vlaanderen | Parijs-Roubaix | Luik-Bast.‑Luik |
| ---- | --------------- | ------------- | -------------------- | -------------- | --------------- |
| 1972 |                 |               | 62e                  |                |                 |
| 1973 |                 | 47e           |                      |                |                 |
| 1974 | 26e             | 64e           | 50e                  | 30e            | 6e              |
| 1975 |                 |               |                      |                |                 |
| 1976 |                 |               |                      |                |                 |
| 1977 |                 |               |                      | 31e            |                 |
| 1978 | 26e             |               |                      |                |                 |
| 1979 | 95e             | 63e           | 34e                  |                |                 |

Wielerploegen van Ronny Vanmarcke
Beugels ·
Blockx ·
Bodart ·
Bravenboer (vanaf 01/08) ·
Clauwaert ·
Corneillie ·
Coulon ·
G. David ·
W. David ·
De Boever ·
De Loof ·
E. De Vlaeminck ·
R. De Vlaeminck ·
Devos (vanaf 01/08) ·
Dierickx ·
Dubois ·
Hemeryck ·
Hutsebaut ·
Leman ·
van Leeuwen (vanaf 01/08) ·
Lievens ·
Loevesijn ·
Loysch (vanaf 01/08) ·
Mahieu ·
Mendes (vanaf 01/03) ·
Meyhi ·
Monseré  ·
Nassen ·
Ongenae ·
Silva (vanaf 01/03) ·
Staes (vanaf 01/09) ·
Van Damme ·
Van de Vijver · 

Van der Slagmolen (vanaf 01/08) ·
Vanmarcke (vanaf 01/08) ·
Verplancke (vanaf 01/08) ·
Zoet ·
Zoetemelk
Baert (vanaf 01/03) ·
Bens (vanaf 25/08) ·
Bravenboer ·
Bruggeman (vanaf 25/08) ·
Claes (vanaf 04/02) ·
David ·
De Clercq ·
De Boever ·
De Muynck ·
E. De Vlaeminck ·
R. De Vlaeminck ·
Dedeckere ·
Demeyer (vanaf 15/09) ·
Devos ·
Dolman ·
P. In 't Ven ·
W. In 't Ven ·
Janssens ·
Knockaert (vanaf 27/05) ·
Leman ·
van Leeuwen ·
Lievens ·
Loysch ·
Monseré  (tot 15/03) ·
Müddemann ·
Nassen ·
Nuelant ·
Schütz ·
Spannagel (vanaf 05/08) ·
Staes ·
Tabak · 

Van Damme ·
Van De Wiele (vanaf 25/08) · 
Van der Slagmolen ·
Van Neste ·
Van Olmen (vanaf 25/08) ·
Vanmarcke ·
Verplancke ·
Zoetemelk
Andrade ·
Baert ·
Claes ·
David ·
De Clercq ·
De Guchtenaere (vanaf 01/07) ·
De Loof ·
De Muynck ·
De Vlaeminck ·
Demeyer ·
Dierckx ·
Dierickx ·
Dolman ·
Eyers ·
Hemeryck (vanaf 31/03) ·
Hordijk ·
Janssen ·
Knockaert ·
de Koning ·
L'hoest ·
Maertens ·
Martens ·
Mendes ·
van Midden ·
Pereira ·
Sersté ·
Van Damme ·
Van De Wiele · 
Van der Slagmolen ·
Van Neste ·
Van Olmen ·
Vanmarcke ·
Vermote ·
Verplancke ·
Zoetemelk
Coquery ·
Corbeau ·
Coroller ·
G. David ·
W. David ·
De Brauwere ·
De Muynck ·
De Witte ·
Dedeckere ·
Delcroix ·
Demeyer ·
Dierickx ·
Ducreux ·
Dury ·
Fontaine ·
Godefroot ·
Goossens ·
Legeay ·
Leveau ·
Maertens ·
Martens ·
Mendes ·
Misac ·
Molineris ·
Pollentier (vanaf 01/05) ·
Rébillard ·
Sanquer ·
Sersté ·
Van Damme ·
Van De Vijver ·
Van der Slagmolen ·
Van Lancker · 
Van Landeghem ·
Van Olmen ·
Vantyghem ·
Vanmarcke ·
Verplancke ·
Verschaeve (vanaf 01/06) ·
Wijckaert
Aerts ·
Barras ·
Constant ·
De Bisschop ·
Depireux ·
Dubois ·
Harings ·
Leman ·
Libouton ·
Martin · 
Moreels · 
Scheers ·
Seeuws ·
Van Hoof ·
Vanmarcke
Beyssens ·
Boeve ·
Cael ·
Desaever ·
Dumont ·
Jagsch ·
Jesson ·
Kelly ·
Libouton ·
Loos ·
Malfait ·
Myngheer ·
Onghena ·
Pollentier · 
Sonnet · 
Van Gastel ·
Vanmarcke ·
Verschaeve